# 한천로 (당진 예산)
한천로(Hancheon-ro)는 충청남도 예산군 고덕면 대천교차로 에서 당진시 면천면 성상사거리 잇는 도로이다

## 주요 경유지
충청남도
- 예산군 (고덕면 - 봉산면) - 당진시 면천면

## 노선
| 이름         | 접속 노선              | 소재지 | 소재지                           | 비고 |
| ------------ | ---------------------- | ------ | -------------------------------- | ---- |
| 대천 교차로  | 국도 제40호선 (예덕로) | 예산군 | 고덕면                           |      |
| 마교교       |                        | 예산군 | 봉산면                           |      |
| 마교 교차로  | 봉산로                 | 예산군 | 봉산면                           |      |
| 가난쟁이고개 |                        | 예산군 | 봉산면                           |      |
|              | 당진시                 | 면천면 |                                  |      |
| 남산교       | 당진시                 | 면천면 |                                  |      |
| 율사교       | 당진시                 | 면천면 |                                  |      |
| 원동교       | 당진시                 | 면천면 |                                  |      |
| 성상사거리   | 당진시                 | 면천면 | 국가지원지방도 제70호선 (면천로) |      |

## 주요 건물 및 시설
- 율사보건진료소 (한천로 561/율사리 75-12)